# ماريو لينو (لاعب كرة قدم)
ماريو لينو هو مدرب كرة قدم ولاعب كرة قدم برتغالي في مركز الدفاع، ولد في 9 يناير 1937 في هورتا في البرتغال. شارك مع منتخب البرتغال لكرة القدم. أما مع النوادي، فقد لعب مع سبورتينغ لشبونة وS.C. Lusitânia ‏.

## وصلات خارجية
- ماريو لينو على موقع قاعدة بيانات كرة القدم.إي يو (الإنجليزية)
- ماريو لينو على موقع ناشيونال فوتبول تيمز (الإنجليزية)
- ماريو لينو على موقع عالم كرة القدم.نت (الإنجليزية)